# 1997 en Palestine
Chronologie de la Palestine
- 1993
- 1994
- 1995
- 1996
- 1997
- 1998
- 1999
- 2000
- 2001

Cette page concerne les évènements survenus en 1997 en Palestine :

## Évènements
- 7-17 janvier : Le protocole d'Hébron concernant le redéploiement à Hébron est signé par le président palestinien Yasser Arafat et le premier ministre israélien Benjamin Netanyahou, sous la supervision du secrétaire d'État américain Warren Christopher. L'armée israélienne évacue partiellement Hébron[1].

## Sport
- Participation de l'équipe Markaz Shabab Al-Am'ari (en) du camp de réfugiés Am'ari à la coupe des clubs champions arabes de football 1997. L'équipe Markaz Shabab Al-Am'ari a remporté le championnat de Palestine en 1997[2].

## Création
- Académie palestinienne pour la science et la technologie (en)
- Banque islamique Al-Aqsa (en)
- Al-Ittihad (Ramallah), municipalité de Cisjordanie.
- Centre d'information palestinien
- Club équestre de Jéricho (en)
- Hôpital Al-Awda (en)
- Réseau d’hôpitaux de Jérusalem-Est